# Квист, Марианне
Мариа́нне Квист (дат. Marianne Qvist, урождённая Мариа́нне Йо́ргенсен, дат. Marianne Jørgensen) — датская кёрлингистка, чемпион мира.
Играла на позиции третьего и четвёртого. Неоднократно была скипом своей команды.

## Достижения
- Чемпионат мира по кёрлингу среди женщин: золото (1982).
- Чемпионат Европы по кёрлингу: бронза (1981).
- Чемпионат Дании по кёрлингу среди женщин: золото (1979, 1980, 1981, 1982, 1989, 1993)[2].

## Команды
| Сезон   | Четвёртый          | Третий                         | Второй             | Первый           | Турниры                      |
| ------- | ------------------ | ------------------------------ | ------------------ | ---------------- | ---------------------------- |
| 1978—79 | Ибен Ларсен        | Марианне Йоргенсен             | Астрид Бирнбаум    | Хелена Блак      | ЧДЖ 1979                     |
| 1978—79 | Ибен Ларсен        | Астрид Бирнбаум                | Марианне Йоргенсен | Хелена Блак      | ЧМ 1979 (7 место)            |
| 1979—80 | Марианне Йоргенсен | Астрид Бирнбаум                | Хелена Блак        | Малене Краусе    | ЧДЖ 1980                     |
| 1979—80 | Хелена Блак        | Марианне Йоргенсен             | Астрид Бирнбаум    | Малене Краусе    | ЧМ 1980 (10 место)           |
| 1980—81 | Марианне Йоргенсен | Астрид Бирнбаум                | Хелена Блак        | Малене Краусе    | ЧДЖ 1981                     |
| 1980—81 | Хелена Блак        | Марианне Йоргенсен             | Астрид Бирнбаум    | Малене Краусе    | ЧЕ 1980 (5 место)            |
| 1980—81 | Хелена Блак        | Марианне Йоргенсен             | Астрид Бирнбаум    | Малене Краусе    | ЧМ 1981 (5 место)            |
| 1981—82 | Марианне Йоргенсен | Астрид Бирнбаум                | Хелена Блак        | Малене Краусе    | ЧДЖ 1982                     |
| 1981—82 | Хелена Блак        | Марианне Йоргенсен             | Астрид Бирнбаум    | Малене Краусе    | ЧЕ 1981                      |
| 1981—82 | Хелена Блак        | Марианне Йоргенсен             | Астрид Бирнбаум    | Йетте Ольсен     | ЧМ 1982                      |
| 1987—88 | Марианне Квист     | Лене Бидструп                  | Астрид Бирнбаум    | Лиллиан Фрёлинг  | ЧЕ 1987 (9 место)            |
| 1988—89 | Марианне Квист     | Лене Бидструп                  | Астрид Бирнбаум    | Linda Laursen    | ЧЕ 1988 (4 место)            |
| 1988—89 | Марианне Квист     | Лене Бидструп                  | Астрид Бирнбаум    | Лиллиан Фрёлинг  | ЧДЖ 1989 · ЧМ 1989 (8 место) |
| 1992—93 | Марианне Квист     | Marie-Louise Siggaard Andersen | Лиллиан Фрёлинг    | Rikke Roungkvist | ЧДЖ 1993                     |

(скипы выделены полужирным шрифтом)

## Частная жизнь
Замужем. Муж — Микаэль Квист, датский кёрлингист и тренер по кёрлингу.